# ノコギリカミキリ
ノコギリカミキリ（鋸天牛、鋸髪切、学名：Prionus insularis Motschulsky, 1857）は、昆虫綱鞘翅目カミキリムシ科ノコギリカミキリ属に分類されるカミキリムシの1種。

## 形態
標準和名は各節が鋸歯状の輪郭を形成する成虫の触角の輪郭に由来する。
成虫
体長23 - 48 mm。国産カミキリムシとしては大型である。他の多くのカミキリムシ科と同様、メスのほうが相対的に大型で触角が短い。体色は黒褐色で、荒い点刻が表皮に密生し、光沢のある箇所は局所的である。体型はやや扁平であり、平面型は他の多くのカミキリ亜科に比べて太く短い。前翅外縁は腹部の外にはみ出す。捕獲されると「キーキー」という音を出すが、本種は前胸-中胸間の摩擦発音器官を持たず、代わりに後脚腿節を腹部覆面と摩擦させて発音する。

## 生態
分布
北海道、本州、四国、九州。
生息環境
平地-低山地の針葉樹林に普通。ただ、食樹があれば針葉樹の純林である必要はない。
成虫
夏期に出現。夜行性であるが、薄暗い森林内であれば日中でも飛翔活動などがみられる。夕方から活発に飛び始め、夜間は灯火にも飛来する。水分補給は行うが、後食行動は観察されない。
幼虫
針葉樹の立ち枯れ、切り株の根、倒木の土中埋没部分に穿孔し、湿度が高くやや腐朽の進んだ材を食害する。終齢幼虫が何齢であるかは不明である。

## 特徴

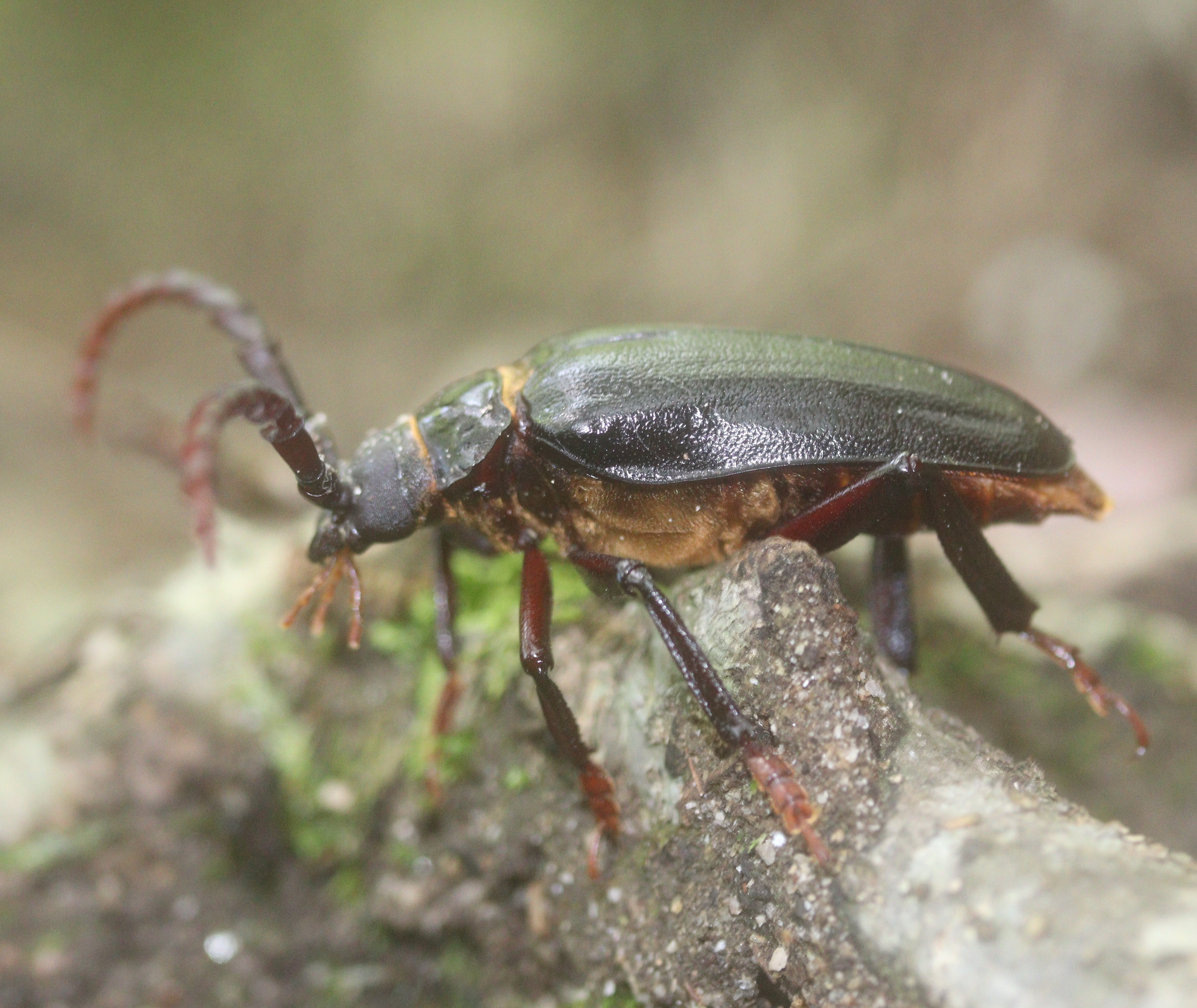
側面

日本の北海道から九州のほぼ全国に分布している。体長は23 - 48 mm。和名の由来は触角の形状で、この部分が鋸の刃のようにギザギザになっていることに由来する。黒く、がっしりした体型をしており、歩行速度が速い。色と体型がゴキブリに似ていると評されている。雑木林に近い道路の街路灯に引き寄せられることもあり、路上でカブトムシなどとともに車に引かれた姿を目にする場合もある。
夜行性で5月 - 9月に発生し、灯火にもよく飛来するが、昼間に活動する時もある。幼虫は針葉樹の地下の根や切り株を食べて育ち、数年かけて成虫になるといわれる。

## 近縁種

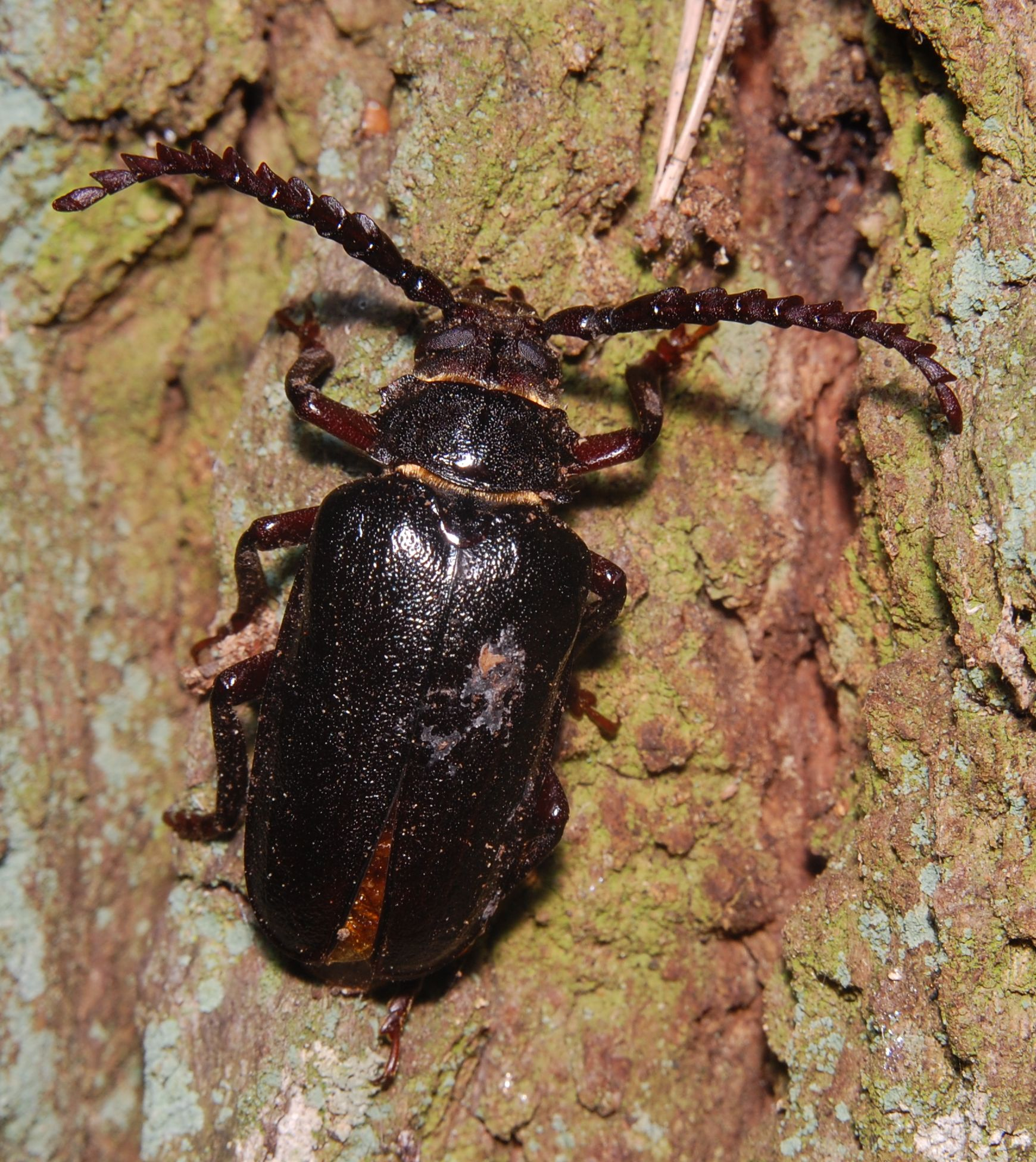
ノコギリカミキリの一種

近似種にニセノコギリカミキリ（P. sejunctus）という種もいる。雌の触角の先端二節が癒合している点や、全身のつやが少ないこと、複眼が横長で間が開いていることなどで区別されるが、非常によく似ている。
熱帯にはルリイロオニカミキリ（Psalidognathus friendi）という美麗種や大型種が多い。